# 愛の不毛
愛の不毛（Nobody Loves you (When You're Down And Out)）は1974年に発表されたジョン・レノンの個人名議第4弾アルバム『心の壁、愛の橋』に収録された曲。
原題の"Nobody Loves you (When You're Down And Out)"は、「君が落ち込み、1人ぼっちの時には、誰も君を愛さない。」という意味であり、人生の孤独感や空しさを歌い、題名と曲想は、ベッシー・スミスの「Nobody Knows You When You're Down And Out」を意識している。
「フランク・シナトラの楽曲を意識した」とジョンは語っており、オーケストラが楽曲を彩っている。2005年発売のリマスター版では、別テイクの録音からレノン以外の演奏をカットした弾き語りヴァージョンがボーナス・トラックとして収録されている。